# Campeonato Africano de Judo de 2021
El XXX Campeonato Africano de Judo se celebró en Dakar (Senegal) entre el 20 y el 22 de mayo de 2021 bajo la organización de la Unión Africana de Judo.
En total se disputaron catorce pruebas diferentes, siete masculinas y siete femeninas.

## Resultados

### Masculino
| Evento  | Oro                         | Plata                           | Bronce                                                      |
| ------- | --------------------------- | ------------------------------- | ----------------------------------------------------------- |
| –60 kg  | Isam Basu Marruecos         | Yusri Sami · Egipto             | Yunes Sadiki Marruecos Mohamed Rebahi Argelia               |
| –66 kg  | Ahmed Abdulrahman · Egipto  | Wail Ezin Argelia               | Abderahman Bushita Marruecos Kevin Loforte Mozambique       |
| –73 kg  | Fethi Nurin Argelia         | Faye Njie Gambia                | Hamza Oergui · Túnez · Ali Abdelmuati · Egipto              |
| –81 kg  | Achraf Muti Marruecos       | Hachem Selami Túnez             | Saliou Ndiaye · Senegal · Mohamed Abdelaal · Egipto         |
| –90 kg  | Abderahman Benamadi Argelia | Kwadjo Anani Ghana              | Abdelaziz Ben Amar Túnez Remi Feuillet Mauricio             |
| –100 kg | Mustafa Buamar Argelia      | Kusay Ben Gares Túnez           | Koffi Kreme Kobena Costa de Marfil Mohamed Lahbub Marruecos |
| +100 kg | Faisal Yabalá Túnez         | Mohamed Sofian Belrekaa Argelia | Mbagnick Ndiaye Senegal Anis Ben Jaled Túnez                |

### Femenino
| Evento | Oro                           | Plata                           | Bronce                                                         |
| ------ | ----------------------------- | ------------------------------- | -------------------------------------------------------------- |
| –48 kg | Umaima Bediui Túnez           | Priscilla Morand Mauricio       | Chaima Edinari Marruecos Rania Harbaui Túnez                   |
| –52 kg | Sumiya Iraui Marruecos        | Salimata Fofana Costa de Marfil | Charne Griesel Sudáfrica Djamila Silva Cabo Verde              |
| –57 kg | Gofran Jelifi Túnez           | Donne Breytenbach Sudáfrica     | Zouleiha Abzetta Dabonne Costa de Marfil Yamina Halata Argelia |
| –63 kg | Sarah Harachi Marruecos       | Sandrine Billiet Cabo Verde     | Amina Belkadi Argelia Meriem Byaui Túnez                       |
| –70 kg | Nihel Buchucha Túnez          | Mariem Jelifi Túnez             | Fatou Kiné Badji Senegal Suad Belakhal Argelia                 |
| –78 kg | Marie Branser R. D. del Congo | Hafsa Yatim Marruecos           | Sara Mzugui Túnez Kauzar Ualal Argelia                         |
| +78 kg | Nihel Sheij Ruhu Túnez        | Sonia Aselah Argelia            | Monica Sagna Senegal Merua Mameri Argelia                      |

## Medallero
| Núm. | País            | Oro | Plata | Bronce | Total |
| ---- | --------------- | --- | ----- | ------ | ----- |
| 1    | Túnez           | 5   | 3     | 6      | 14    |
| 2    | Marruecos       | 4   | 1     | 4      | 9     |
| 3    | Argelia         | 3   | 3     | 6      | 12    |
| 4    | Egipto          | 1   | 1     | 2      | 4     |
| 5    | R. D. del Congo | 1   | 0     | 0      | 1     |
| 6    | Costa de Marfil | 0   | 1     | 2      | 3     |
| 7    | Sudáfrica       | 0   | 1     | 1      | 2     |
| 7    | Cabo Verde      | 0   | 1     | 1      | 2     |
| 7    | Mauricio        | 0   | 1     | 1      | 2     |
| 10   | Gambia          | 0   | 1     | 0      | 1     |
| 10   | Ghana           | 0   | 1     | 0      | 1     |
| 12   | Senegal         | 0   | 0     | 4      | 4     |
| 13   | Mozambique      | 0   | 0     | 1      | 1     |
|      | TOTAL           | 14  | 14    | 28     | 56    |